# Джастін Гокінс
Джастін Девід Гокінс (англ. Justin Hawkins, 17 березня 1975) — англійський музикант, співак та пісняр, фронтмен та гітарист гурту «Darkness». На стиль виконання вплинули гурти 1970-х та 1980-х років (зокрема Queen, Aerosmith, Def Leppard та AC/DC), використовує фальцет. Також був головним вокалістом та гітаристом гурту «Hot Leg», сформованого у 2008 році. 

## Музична кар'єра

### The Darkness
Перший альбом гурту вийшов на лейблі Atlantic Records у 2003 році. Він одразу дістався другого місця у британських чартах, потім потрапив на перше місце і тримався там чотири тижні . Після успішного старту альбому, гурт почав активно гастролювати. У 2004 році група отримала три премії Brit Awards — у категоріях «Найкращий гурт», «Найкращий рок-гурт», «Найкращий британський альбом».   

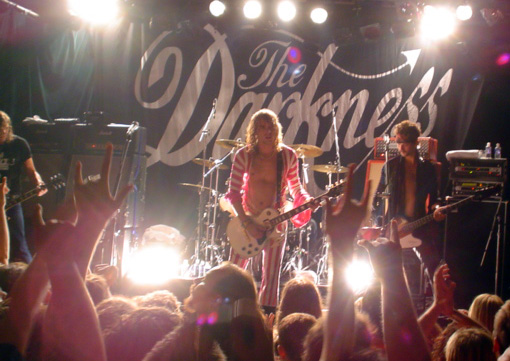
Джастін Гокінс виступає з гуртом the Darkness

Другий альбом гурту вийшов у 2005 році й отримав неоднозначні відгуки. У чартах не піднявся вище 11 сходинки, що дуже контрастувало з успіхом першого альбому.  
Після виходу другого альбому гурт вирушив у турне Великою Британією та Ірландією, а потім у світове турне.  
У жовтні 2006 року Хокінс покинув гурт. Хоча проблеми з наркотиками та алкоголем називались як основна причина, пізніше Гокінс також називав причиною загальну втому від концертного життя. На цей момент Гокінс вже фігурував у списку «Найвидатніших фронтеменів усіх часів» від журналу «Спін» (38 місце). 
У 2011 році гурт возз'єднався та гастролював Європою та Північною Америкою на підтримку альбому «Hot Cakes». У 2015 році вони випустили четвертий «Last Of Our Kind». 

### Інші проєкти
У 2005 році Хокінс виступав під назвою «British Whale».  
На початку 2007 року він став одним з шести претендентів представляти Велику Британію на Євробачення у Гельсінкі в дуеті зі співачкою Беверлей Браун, але вони не перемогли у національному змаганні. 
У 2007 він сформував гурт «Hot Leg».    
У 2012 році Хокінс з’явився в рекламному ролику Samsung смартфона Galaxy Note під час Super Bowl XLVI. 

## Особисте життя
Джастін Хокінс —  веган. Поживає у Швейцарії з дружиною та дочкою. 